# Liste der Baudenkmäler in Etzelwang

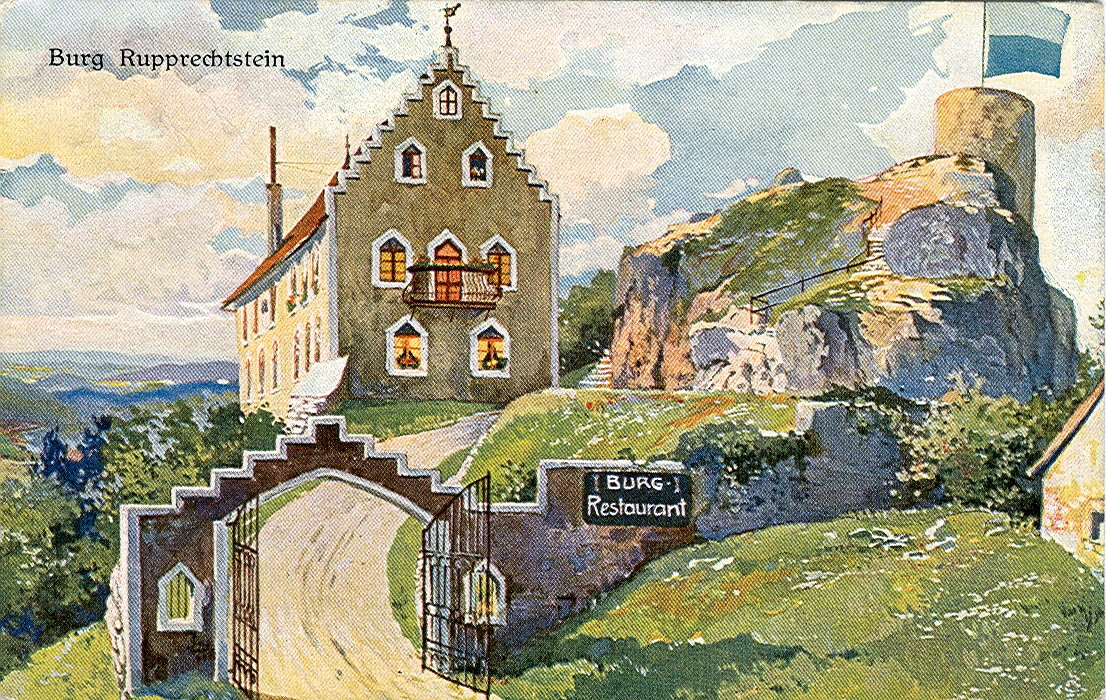
Burg Rupprechtstein – Alte Postkarte

Auf dieser Seite sind die Baudenkmäler in der Oberpfälzer Gemeinde Etzelwang zusammengestellt. Diese Tabelle ist eine Teilliste der Liste der Baudenkmäler in Bayern. Grundlage ist die Bayerische Denkmalliste, die auf Basis des Bayerischen Denkmalschutzgesetzes vom 1. Oktober 1973 erstmals erstellt wurde und seither durch das Bayerische Landesamt für Denkmalpflege geführt wird. Die folgenden Angaben ersetzen nicht die rechtsverbindliche Auskunft der Denkmalschutzbehörde.

## Baudenkmäler nach Gemeindeteilen

### Etzelwang
| Lage                         | Objekt                                                              | Beschreibung | Akten-Nr.              | Bild           |
| ---------------------------- | ------------------------------------------------------------------- | --- | ---------------------- | -------------- |
| Hauptstraße ()               | Kriegerdenkmal für die Gefallenen des Ersten und Zweiten Weltkriegs | liegende Soldatenfigur auf Inschriftensockel und Einfriedung | D-3-71-140-28          |                |
| Hauptstraße 24 (Standort)    | Gemeindestadel                                                      | Verputzter Massivbau mit Satteldach, durch erneuerte Hausinschrift bezeichnet mit „1634“ | D-3-71-140-26 Wikidata | BW             |
| Hauptstraße 28 (Standort)    | Stadel                                                              | Unverputzter Quaderbau mit Satteldach, nach 1835 | D-3-71-140-1 Wikidata  | BW             |
| Kirchengasse 3 (Standort)    | Evangelisch-lutherische Pfarrkirche St. Nikolaus                    | Saalkirche, verputzter Massivbau mit Satteldach und dreiseitig geschlossenem Chor, 1717–34, Westturm mit Laternenzwiebelhaube, 1762–65; mit Ausstattung Grabmal der Freiherren von Strohmer, reliefierter Sandsteinpfeiler, klassizistisch Teile der Friedhofsmauer, Bruchstein, wohl 18. Jahrhundert | D-3-71-140-2 Wikidata  | weitere Bilder |
| Mühlweg 2 (Standort)         | Stadel                                                              | Eingeschossiger Quaderbau mit Satteldach, bezeichnet mit „1816“ | D-3-71-140-3 Wikidata  | BW             |
| Neidsteiner Weg 5 (Standort) | Katholische Kirche                                                  | St. Martin, aufstrebender Zentralbau in Sichtbetonbauweise über oktogonalem Grundriss mit über Eck versetzten Wandsegmenten und Flachdach über Stahlseilkonstruktion, in Verlängerung des Oktogons angegliederter Glockenträger in Kreuzform, von Karljosef Schattner, 1968–70; mit Ausstattung       | D-3-71-140-34          | weitere Bilder |

### Albersdorf
| Lage                     | Objekt                   | Beschreibung | Akten-Nr.             | Bild                     |
| ------------------------ | ------------------------ | --- | --------------------- | ------------------------ |
| Albersdorf 1 (Standort)  | Fachwerk-Obergeschoss    | Fachwerk-Obergeschoss des Bauernhauses, 18. Jahrhundert | D-3-71-140-6 Wikidata | Fachwerk-Obergeschoss    |
| Albersdorf 13 (Standort) | Bauernhaus, Wohnstallbau | Zweigeschossiger Frackdachbau mit Fachwerkgiebel, 18. Jahrhundert | D-3-71-140-4 Wikidata | Bauernhaus, Wohnstallbau |
| Albersdorf 14 (Standort) | Bauernhof                | Bauernhaus, Wohnstallbau, eingeschossiger Satteldachbau mit Fachwerkgiebel, 18. Jahrhundert Stadel, eingeschossiger Bruchsteinbau mit Satteldach, bezeichnet mit „1842“ Stadel, eingeschossiger Fachwerkbau über Bruchsteinsockel, mit Satteldach und verbrettertem Giebel, 18./19. Jahrhundert | D-3-71-140-5 Wikidata | Bauernhof                |

### Gerhardsberg
| Lage                       | Objekt                   | Beschreibung                                                                                       | Akten-Nr.             | Bild                     |
| -------------------------- | ------------------------ | -------------------------------------------------------------------------------------------------- | --------------------- | ------------------------ |
| Gerhardsberg 15 (Standort) | Bauernhaus, Wohnstallbau | Eingeschossiger, verputzter Massivbau mit Satteldach und Fachwerkgiebel, 1. Hälfte 18. Jahrhundert | D-3-71-140-8 Wikidata | Bauernhaus, Wohnstallbau |
| Gerhardsberg 16 (Standort) | Bauernhaus, Wohnstallbau | Zweigeschossiger Satteldachbau, teils Fachwerk, 18./19. Jahrhundert                                | D-3-71-140-7 Wikidata | Bauernhaus, Wohnstallbau |

### Hauseck
| Lage                 | Objekt            | Beschreibung                                                               | Akten-Nr.             | Bild           |
| -------------------- | ----------------- | -------------------------------------------------------------------------- | --------------------- | -------------- |
| Hauseck 5 (Standort) | Burgruine Hauseck | Grundmauerreste aus dem 14. Jahrhundert und später; auf einem hohen Felsen | D-3-71-140-9 Wikidata | weitere Bilder |

### Kirchenreinbach
| Lage                    | Objekt                                    | Beschreibung | Akten-Nr.              | Bild                     |
| ----------------------- | ----------------------------------------- | --- | ---------------------- | ------------------------ |
| Buchbergweg (Standort)  | Scheune                                   | Eingeschossiger Fachwerkbau mit Frackdach, 18. Jahrhundert, der nördliche Teil wohl 2. Hälfte 19. Jahrhundert                                                                             | D-3-71-140-10 Wikidata | BW                       |
| Dorfstraße 1 (Standort) | Bauernhaus, Wohnstallbau                  | Eingeschossiger Satteldachbau mit verputztem Fachwerkgiebel, 1. Hälfte 18. Jahrhundert, westlicher Quertrakt wohl 2. Hälfte 19. Jahrhundert                                               | D-3-71-140-11 Wikidata | Bauernhaus, Wohnstallbau |
| Kirchenweg 5 (Standort) | Evangelisch-lutherische Kirche St. Ulrich | Saalkirche, verputzter Massivbau mit Satteldach und Dachreiter, um 1450, 1718 erweitert, weitere Umbauten 1721 (bezeichnet) und 1754; mit Ausstattung Friedhofsmauer                      | D-3-71-140-13 Wikidata | weitere Bilder           |
| Schloß 1, 2 (Standort)  | Ehemaliges Schloss                        | Dreigeschossiger, zweiflügeliger und verputzter Massivbau mit Halbwalmdach, im Kern wohl 14./15. Jahrhundert, Veränderungen im 16. Jahrhundert Erhaltene Teilstücke der Einfriedungsmauer | D-3-71-140-12 Wikidata | weitere Bilder           |

### Lehendorf
| Lage                        | Objekt                        | Beschreibung | Akten-Nr.              | Bild                    |
| --------------------------- | ----------------------------- | --- | ---------------------- | ----------------------- |
| Lehendorf 22 (Standort)     | Ehemalige Mühle, Wohnstallbau | Zweigeschossiger Putzbau mit Satteldach und Fachwerkgiebel, Ende 18. Jahrhundert | D-3-71-140-14 Wikidata | BW                      |
| Lehendorf 27 (Standort)     | Bauernhof, Wohnstallbau       | Zweigeschossiger Satteldachbau mit Fachwerkgiebel, Ende 18. Jahrhundert Stadel, eingeschossiger Fachwerkbau mit Satteldach und teilverschaltem Giebel, wohl 1. Hälfte 19. Jahrhundert | D-3-71-140-15 Wikidata | Bauernhof, Wohnstallbau |
| Lehendorf 36 (Standort)     | Stadel                        | Eingeschossiger, zweiflügeliger Satteldachbau, Bruchsteinmauerwerk, teils mit traufseitigem Fachwerk, 18. Jahrhundert | D-3-71-140-16 Wikidata | BW                      |
| Lehendorf 38, 39 (Standort) | Dreiseithof                   | Bauernhaus, zweigeschossiger Satteldachbau, gemauertes Erdgeschoss wohl 16. Jahrhundert, Fachwerkobergeschoss und -giebel 17. Jahrhundert Nebengebäude, eingeschossiger, verputzter Satteldachbau, Dachstuhl wohl 2. Hälfte 16. Jahrhundert, die Außenmauern verändert Stadel, Satteldachbau mit Fachwerk und gestuften Giebeln, wohl 17. Jahrhundert | D-3-71-140-17 Wikidata | BW                      |

### Neidstein
| Lage                      | Objekt                                                 | Beschreibung | Akten-Nr.              | Bild                                                   |
| ------------------------- | ------------------------------------------------------ | --- | ---------------------- | ------------------------------------------------------ |
| Neidstein 1, 2 (Standort) | Burgruine und Schloss Neidstein                        | Ruine der Gipfelburg, um 1050 Neues Schloss langgestreckter, leicht abgewinkelter, zweigeschossiger und verputzter Massivbau mit Satteldach und Stufengiebeln, nordöstlich angeschlossen sogenannter Schwedenbau, zweiflügeliger Torbau mit Erker und gestuften Giebeln Nebengebäude, eingeschossiger, leicht abgewinkelter Satteldachbau mit Fachwerkgiebel Über Teilen der mittelalterlichen Unterburg errichtet, im Kern um 1513, Rundturm mit Kegeldach 1634, historisierender Ausbau und südlicher Anbau mit zwei kleinen polygonalen Eckerkern 1855–60, weitere Umbauten frühes 20. Jahrhundert; mit Ausstattung Torbau, eingeschossiger, verputzter Massivbau mit Walmdach, Mitte 18. Jahrhundert Schlossmauer, zum Teil mit Blendnischen, gleichzeitig, mit eingelassenem Inschriftenstein, bezeichnet mit „1513“ Kastengebäude, zweigeschossiger, verputzter Massivbau mit hohem Satteldach und Giebelluken, 16./17. Jahrhundert | D-3-71-140-18 Wikidata | weitere Bilder                                         |
| Neidstein 11 (Standort)   | Ehemaliges Verwalterhaus, sogenanntes Korn-Probst-Haus | Eingeschossiger Putzbau mit Steildach, bezeichnet mit „1902“ | D-3-71-140-25 Wikidata | Ehemaliges Verwalterhaus, sogenanntes Korn-Probst-Haus |

### Penzenhof
| Lage                     | Objekt | Beschreibung | Akten-Nr.              | Bild           |
| ------------------------ | ------ | --- | ---------------------- | -------------- |
| Penzenhof 6 a (Standort) | Stadel | Eingeschossiger Fachwerkbau mit Satteldach, bezeichnet mit „1744“ | D-3-71-140-19 Wikidata | BW             |
| Penzenhof 7 (Standort)   | Stadel | Eingeschossiger Bruchsteinbau mit Satteldach und Fachwerkgiebel, 1822 Stalltrakt, zweigeschossiger Satteldachbau mit Fachwerk-Obergeschoss und -giebel, Anfang 19. Jahrhundert | D-3-71-140-20 Wikidata | weitere Bilder |

### Rupprechtstein
| Lage                         | Objekt                        | Beschreibung | Akten-Nr.              | Bild           |
| ---------------------------- | ----------------------------- | --- | ---------------------- | -------------- |
| In Rupprechtstein (Standort) | Burgruine                     | Reste eines Turmes, tiefer Ziehbrunnen und Kellergewölbe, bezeichnet mit „1776“, im Kern 13. Jahrhundert; auf einer Bergzunge nicht nachqualifiziert, im Bayerischen Denkmal-Atlas nicht kartiert | D-3-71-140-21 Wikidata | weitere Bilder |
| Rupprechtstein 2 (Standort)  | Ehemaliges Patrimonialgericht | Zweiflügeliger, mehrgeschossiger verputzter Massivbau mit Satteldach | D-3-71-140-22 Wikidata | weitere Bilder |

### Schmidtstadt
| Lage                      | Objekt                   | Beschreibung                                                                 | Akten-Nr.              | Bild           |
| ------------------------- | ------------------------ | ---------------------------------------------------------------------------- | ---------------------- | -------------- |
| Schmidtstadt 1 (Standort) | Bauernhaus, Wohnstallbau | Zweigeschossiger, verputzter Massivbau mit Satteldach, bezeichnet mit „1792“ | D-3-71-140-23 Wikidata | weitere Bilder |

### Tabernackel
| Lage                     | Objekt                              | Beschreibung | Akten-Nr.              | Bild                                |
| ------------------------ | ----------------------------------- | --- | ---------------------- | ----------------------------------- |
| Tabernackel 7 (Standort) | Ehemaliges Bauernhaus, Wohnstallbau | Massivbau mit Satteldach, Wohnteil zweigeschossig, im Kern 18. Jahrhundert, der Wirtschaftsteil eingeschossig und in Bruchsteinmauerwerk, bezeichnet mit „1815“ | D-3-71-140-24 Wikidata | Ehemaliges Bauernhaus, Wohnstallbau |

### Keinem Gemeindeteil zugeordnet
| Lage                                                    | Objekt     | Beschreibung | Akten-Nr.     | Bild |
| ------------------------------------------------------- | ---------- | --- | ------------- | ---- |
| Bahnlinie Nürnberg - Irrenlohe (nahe Bahn-km 40,055) () | Bahnbrücke | einbogige Eisenbahnüberführung, Sichtmauerwerk aus Dolomit- und Doggersandstein, 1859                                                                            | D-3-71-140-30 |      |
| Bahnlinie Nürnberg - Irrenlohe (nahe Bahn-km 40,256) () | Bahnbrücke | einbogige Eisenbahnüberführung aus vier schmalen rechteckigen, hintereinander gestaffelten Bogensegmenten, Sichtmauerwerk aus Dolomit- und Doggersandstein, 1859 | D-3-71-140-31 |      |
| Bahnlinie Nürnberg - Irrenlohe (nahe Bahn-km 41,876) () | Bahnbrücke | einbogig-segmentbogige Eisenbahnüberführung, Sichtmauerwerk aus Dolomit- und Doggersandstein, 1859                                                               | D-3-71-140-32 |      |
| Bahnlinie Nürnberg - Irrenlohe (nahe Bahn-km 42,032) () | Bahnbrücke | einbogig-segmentbogige Eisenbahnüberführung, Sichtmauerwerk aus Dolomit- und Doggersandstein, 1859                                                               | D-3-71-140-33 |      |

## Abgegangene Baudenkmäler
In diesem Abschnitt sind Objekte aufgeführt, die früher einmal in der Denkmalliste eingetragen waren, jetzt aber nicht mehr existieren, z. B. weil sie abgebrochen wurden. Aktennummern in diesem Abschnitt sind ehemalige, jetzt nicht mehr gültige Aktennummern.

| Lage                                | Objekt                                             | Beschreibung                                                                                          | Akten-Nr.              | Bild |
| ----------------------------------- | -------------------------------------------------- | --- | ---------------------- | ---- |
| Etzelwang Hauptstraße 15 (Standort) | Ehemaliges Wohnstallhaus, sogenanntes Schusterhaus | Zweigeschossiger, verputzter Massivbau mit Satteldach und Sechsfeldertür, 1874, Ladeneinbau nach 1933 | D-3-71-140-27 Wikidata | BW   |